# Najibullah Haqqani
Najibullah Haqqani (en pastún: نجیب اللہ حقانی‎) es un político afgano, adscrito al Movimiento Talibán, actual Ministro de Telecomunicaciones del Emirato Islámico de Afganistán desde septiembre de 2021.

## Biografía
Nacido en la Provincia de Lagmán, al nororiente de Afganistán, Haqqani es miembro de la organización terrorista red Haqqani, jugando un papel importante en la recaudación de fondos para la organización de atentados.
En el Primer Régimen Talibán (1996-2001), se desempeñó como Viceministro de Finanzas y Viceministro de Obras Públicas.
En la organización talibán, ha servido como miembro del Consejo Talibán en la Provincia de Kunar y jefe militar de Lagmán. Es primo de Noor Jalal, quien también sirvió en el segundo régimen talibán como viceministro del Interior.